# Torremayor
Torremayor és un municipi de la província de Badajoz, a la comunitat autònoma d'Extremadura. La vila és al marge dret del riu Guadiana, entre els turons del Presidio i del Prelado, banyada pels seus afluents Lácara i Lacarón. Pertany a la comarca Tierras de Mèrida-Vegas Bajas i al partit judicial de Montijo.
Els resultats a les eleccions municipals del 2011 foren:
| Candidatura | Candidatura                                                           | Cap de llista                   | Vots | Regidors | % vots |
| ----------- | --------------------------------------------------------------------- | ------------------------------- | ---- | -------- | ------ |
|             | Izquierda Unida - Los Verdes - Socialistes Independents d'Extremadura | Manuel Estribio Sánchez         | 279  | 4        | 39,69  |
|             | Partit Socialista Obrer Espanyol                                      | Maria Dolores Rodríguez Tabares | 228  | 3        | 32,43  |
|             | Partit Popular                                                        | Fernando Pinilla Coco           | 114  | 1        | 16,22  |
|             | Regionalistes (PREX-CREX)                                             | Adolfo Fernández Dorado         | 76   | 1        | 10,81  |
|             | vots nuls                                                             |                                 | 22   |          | 3,03   |
|             | vot en blanc                                                          |                                 | 6    |          | 0,85   |
| Total       | Total                                                                 | 725                             | 725  | 9        | 100    |